# المراز
المراز (به اسپانیایی: Almaraz) یک شهرستان در اسپانیا است که در استان کاسرس واقع شده‌است.

## خصوصیات
المراز ۳۴ کیلومترمربع مساحت و ۱٬۲۵۰ نفر جمعیت دارد و ۲۷۷ متر بالاتر از سطح دریا واقع شده‌است.